# Hans Zender
Hans Zender   (Wiesbaden, 22 de novembre de 1936 - Meersburg, 22 d'octubre de 2019) fou un director i compositor alemany. Va ser el director titular de diversos teatres d'òpera, i les seves composicions, moltes d'elles de música vocal, han estat interpretades en festivals internacionals.
Com a director d'orquestra, va treballar al Teatres de Freiburg i de Bonn, a l'Opernhaus Kiel i a lÒpera Estatal d'Hamburg i va dirigir l'orquestra de la Deutsche Radio Philharmonie Saarbrücken Kaiserslautern. Va ensenyar a la Musikhochschule de Frankfurt. La seva òpera Stephen Climax es va estrenar el 1986 a l'òpera de Frankfurt, i la seva tercera òpera, Chief Joseph, es va estrenar el 2005 a la Staatsoper unter den Linden, de Berlin.
Nascut a Wiesbaden, Zender va assistir al Festival Maifestspiele als 13 anys, escoltant concerts conduïts per Carl Schuricht, Karl Böhm i Günter Wand, entre d'altres. Va prendre classes de piano i va aprendre a tocar l'orgue. Des de 1949, va anar cada any als cursos d'estiu de Darmstadt, on va conèixer les tendències de la nova música de Karlheinz Stockhausen, Olivier Messiaen i John Cage. Va estudiar piano, direcció i composició (amb Wolfgang Fortner) a la Hochschule für Musik Frankfurt i la Hochschule für Musik Freiburg de 1956 a 1959. Es va formar com a concertista de piano amb Edith Picht-Axenfeld.
De 1959 a 1963 Zender va ser Kapellmeister del Teatre de Freiburg i després principal director del Teatre de Bonn, de 1964 a 1968. El 1964–65 va assistir a la szegomna edició dels Cursos de Música de Colònia, a la Rheinische Musikhochschule", sota la direcció artística de Stockhausen. El 1968 va ser cridat a Kiel, on va com a director general de música (GMD) de l'Opernhaus Kiel fins al 1972. Des de 1971, també va ser director d'orquestra de la Radio Symphony Orchestra de Saarbrücken. El 1984, Zender es va convertir en cap de l'òpera estatal d'Hamburg i director general de la Música de l'orquestra allà. De 1987 a 1990, va ser director de l'Orquestra de Cambra de Radio Holanda a Hilversum. Del 1999 al 2011, va ser director convidat permanent i membre del consell artístic de l'Orquestra Simfònica SWR Baden-Baden i Freiburg, actualment part del SWR Symphonieorchester.
L'òpera de Zender, Stephen Climax, amb llibret propi basat en James Joyce i Hugo Ball, es va estrenar el 15 de juny de 1986 a l'"Oper Frankfurt", escenificada per Alfred Kirchner i dirigida per Peter Hirsch. La seva tercera òpera, Chief Joseph, basada en el Chief Joseph, va ser estrenada el juny de 2005 a la "Staatsoper Unter den Linden", escenificada per Peter Mussbach i dirigida per Johannes Kalitzke.
Des del 1988 fins al 2000, Zender va impartir composició a la "Hochschule für Musik und Darstellende Kunst" a Frankfurt. Entre els seus estudiants hi havia Isabel Mundry. Convidat per Walter Fink, va ser el 2011 el 21è compositor presentat al "Komponistenporträt" anual del Festival Musik Rheingau. La música en un concert de cambra incloïa denn wiederkommen (Hölderlin lesen III) per a quartet de corda i veu parlant (1991) i Mnemosyne (Hölderlin lesen IV) per a veu femenina, quartet de corda i cinta (2000), interpretades per Salome Kammer i el Quartet Atenea. Va donar un concert simfònic per la "SWR Vokalensemble" i "SWR Symphonieorchester" dirigits per Emilio Pomàrico, incloent "Schubert-Chöre", amb les adaptacions de Zender de quatre obres corals de Schubert amb orquestral en lloc de l'acompanyament original de piano, escrits a la dècada de 1980.
Zender va morir el 22 d'octubre de 2019 a Meersburg, Alemanya.

## Obra musical
- Canto I–VI
  - I: per a cor, flauta, piano, corda i percussió (1965)
  - II: per a soprano, cor i orquestra, a partir d'un text d'Ezra Pound (1967)
  - III: per a soprano, tenor, baríton, deu instruments i electrònica en viu, a partir de textos de Miguel de Cervantes (1968)
  - IV: per a 16 veus i 16 instruments (1969/72)
  - V: per a veus i percussió opcional (1972/74)
  - VI: per a baix-baríton cor mixte a cappella i cinta opcional (1988)
- 3 Rondels nach Mallarmé, per a contralt, flauta i viola, a partir de textos d'Stéphane Mallarmé (1966)
- Modelle per a ensemble variable (1971–73)
- Zeitströme, per orquestra (1974)
- Elemente, instal·lació de cintes per a dos grups d'altaveus (1976)
- Hölderlin lesen I, per a quartet de corda i sprechstimme, a partir de textos de Friedrich Hölderlin (1979)
- Fünf Haiku (LO-SHU IV), per a flauta i cordes (1982)
- Dialog mit Haydn, per a dos pianos i tres grups orquestrals (1982)
- Stephen Climax, òpera (1979–84, estrenada el 1986)
- Hölderlin lesen II, per a sprechstimme, viola, i electrònica en directe, a partir de textos de Friedrich Hölderlin (1987)
- Don Quijote de la Mancha, òpera (1989–91, estrenada el 1993; nova versió de 1994, estrenada el 1999)
- "denn wiederkommen" (Hölderlin lesen III), per a quartet de corda i sprechstimme (1991)
- Schuberts "Winterreise" — Eine komponierte Interpretation, per a tenor i petita orquestra (1993)
- Shir Hashirim — Lied der Lieder (Canto VIII), oratori per a solistes cor, orquestra i electrònica en directe (1992/96, estrena de la versió completa el 1998)
- Schumann-Fantasie, per a gran orquestra (1997)
- Mnemosyne (Hölderlin lesen IV), per a veu femenina, quartet de corda i cinta (2000)
- Chief Joseph, peça de teatre musical en tres actes sobre la vida del cabdill indi Chief Joseph (2003, estrenada el 2005)[12]

La major part de la producció musical de Hans Zender ha estat publicada per l'editorial Breitkopf & Härtel.